# Карцево (муниципальный округ Егорьевск)
Ка́рцево — деревня в муниципальном округе Егорьевск Московской области России.

## География
Деревня Карцево расположена в северо-восточной части муниципального округа Егорьевск, примерно в 20 километрах к востоку от города Егорьевск. В 1,5 километрах к востоку от деревни протекает река Панюшенка. Высота над уровнем моря 129 метров.

## Название
Название связано с некалендарным личным именем Карец.

## История
До отмены крепостного права в России деревня принадлежала помещице Фёдоровой. После 1861 года деревня вошла в состав Василёвской волости Егорьевского уезда. Приход находился в селе Пырково.
В 1926 году деревня входила во Фролковский сельсовет Поминовской волости Егорьевского уезда.
До 1994 года Карцево входило в состав Большегридинского сельсовета Егорьевского района, в 1994—2004 годы — Большегридинского сельского округа, а в 2004—2006 годы — Саввинского сельского округа.
До 2015 года входила в состав сельского поселения Саввинское.
В 2015 году вошла в состав городского округа Егорьевск, образованного в том же году путём упразднения Егорьевского района и объединения всех его поселений в единый городской округ.

## Демография
В 1885 году в деревне проживало 91 человек, в 1905 году — 108 человек (52 мужчины, 56 женщин), в 1926 году — 126 человек (66 мужчин, 60 женщин). По переписи 2002 года — 9 человек (3 мужчины, 6 женщин). Население — 19 человек (2010).
| 1859 | 1868 | 1885 | 1905 | 1926 | 2002 | 2006 |
| ---- | ---- | ---- | ---- | ---- | ---- | ---- |
| 68   | ↗77  | ↗91  | ↗108 | ↗126 | ↘9   | ↗13  |
| 2010 |      |      |      |      |      |      |
| ↗19  |      |      |      |      |      |      |